# Friedrich Heinrich Bidder
Georg Friedrich Karl Heinrich Bidder, född 9 november 1810 i Gut Laudohn, Guvernementet Livland,  Kejsardömet Ryssland, död 22 augusti 1894 i Dorpat, Guvernementet Livland, Kejsardömet Ryssland, var en rysk (balttysk) fysiolog och anatom.
Bidder blev 1834 extra ordinarie professor i Dorpat, 1842 professor i anatomi samt 1843 i fysiologi och patologi. Åren 1857–1864 var han universitetets rektor. År 1869 fick han avsked som emeritus. Bidder utövade som vetenskaplig forskare, lärare och rektor en mycket betydelsefull verksamhet. På hans initiativ och under hans omedelbara ledning utgavs inte mindre än 77 doktorsavhandlingar. Hans namn är först och främst knutet till banbrytande arbeten över matsmältningens och ämnesomsättningens fysiologi, som han utgav tillsammans med sin elev Carl Schmidt, men han publicerade för övrigt dels ensam, dels tillsammans med lärjungar en rad betydande fysiologiska och anatomiska arbeten över det sympatiska nervsystemet, hjärtats innervation och andra frågor. År 1856 blev Bidder ledamot av Leopoldina och 1860 korresponderande ledamot av Göttingens vetenskapsakademi.  Från 1857 var han korresponderande ledamot och från 1884 hedersledamot av Rysslands vetenskapsakademi i Sankt Petersburg.